# Diocesi di Sebennito
La diocesi di Sebennito (in latino Dioecesis Sebennytana) è una sede soppressa e sede titolare della Chiesa cattolica.

## Storia
Sebennito, corrispondente alla moderna città di Samannud, è un'antica sede episcopale della provincia romana dell'Egitto Secondo nella diocesi civile d'Egitto e nel patriarcato di Alessandria.
Il primo vescovo conosciuto di quest'antica diocesi egiziana è Soterico, che aveva aderito allo scisma meleziano; il suo nome appare nella lista, trasmessa da Atanasio di Alessandria, dei vescovi meleziani che Melezio di Licopoli inviò all'arcivescovo Alessandro di Alessandria all'indomani del concilio di Nicea del 325.
Per oltre un secolo non si hanno altre notizie su questa diocesi. Solo a metà del V secolo è noto il nome di un altro vescovo di Sebennito, Ausonio, documentato in due occasioni, per la sua partecipazione al concilio di Efeso del 449 e al concilio di Calcedonia del 451. Segue, pochi anni dopo, Paolo, documentato in due occasioni: sottoscrisse nel 458 la lettera dei vescovi dell'Egitto all'imperatore Leone dopo la morte di Proterio di Alessandria; l'anno seguente sottoscrisse il decreto sinodale di Gennadio I di Costantinopoli contro i simoniaci.
Sono noti in seguito due vescovi monofisiti, Giovanni, documentato nel 470 circa, e Isacco, che nel 743 prese parte al concilio alessandrino che portò all'elezione di Teodoro I. Tre patriarchi copti erano originari di Samannud: Giovanni III (680-689), Cosma II (851-858) e Giovanni V (1147-1166). La diocesi era ancora attiva nel XIII secolo con il suo vescovo più conosciuto, Yuhanna al-Samannudi, autore di studi sulla filologia copta.
Dal 1933 Sebennito è annoverata tra le sedi vescovili titolari della Chiesa cattolica; la sede finora non è mai stata assegnata.

## Cronotassi dei vescovi
- Soterico † (menzionato nel 325 circa) (vescovo meleziano)
- Ausonio † (prima del 449 - dopo il 451)
- Paolo † (prima del 458 - dopo il 459)
- Giovanni † (menzionato nel 470 circa) (vescovo monofisita)
- Isacco † (menzionato nel 743) (vescovo monofisita)